# Seelbach (Wüstung)
Seelbach ist eine vermutete Wüstung im Rheingau-Taunus-Kreis.
Das Dorf Seelbach lag vermutlich im nordöstlichen Teil der Gemeinde Aarbergen, ca. 1,5 km nördlich des Ortsteils Panrod und ca. 1,0 km nordwestlich von Hünstetten-Ketternschwalbach im Seelbachtal. Im Volksmund ist von zwei verschiedenen Wüstungen (Ober- und Niederseelbach) die Rede, da auf der Aue des Seelbachs die Flurnamen obere und untere Seelbach vorkommen. In der Gemarkung Ketternschwalbach ist zudem der Name Seelbacherpfad bekannt (Kehrein 1872). Die genaue Lage der Wüstung ist nicht bekannt. Vorkommen des Kleinen Immergrüns deuten auf eine Lage am Unterlauf des Seelbachs hin. Sie können auf eine vermutlich hochmittelalterliche Anpflanzung zurückgeführt werden. Die häufig vermutete Lage in der Nähe des Ringwalls Altschloss erscheint deswegen unwahrscheinlich.

## Geschichtliche Einordnung
Erstmals erwähnt wurde das Dorf zusammen mit den Nachbarsiedlungen im Jahr 879. 1570 soll das Dorf bereits wüst gewesen sein (Schmidt 1962). Ein Wüstungsprozess, der erst im Dreißigjährigen Krieg stattgefunden haben soll, wie zum Teil verbreitet und auf örtlichen Schautafeln vermerkt ist, ist damit falsch. Wahrscheinlich fand der Wüstungsvorgang bereits während der spätmittelalterlichen Wüstungsperiode statt. Im Umfeld der vermuteten Dorfstelle befinden sich zahlreiche Ackerraine, außerdem die Fliehburg Altschloss, die wahrscheinlich mit der Siedlung im Zusammenhang steht. Seelbach pfarrte nach der Literatur (Kehrein 1872) wahrscheinlich zunächst nach Werschau und ab dem 14. Jahrhundert nach Panrod.